# William Lee
William Lee (Calverton, 1563 – Parigi, 1614) è stato un inventore inglese.

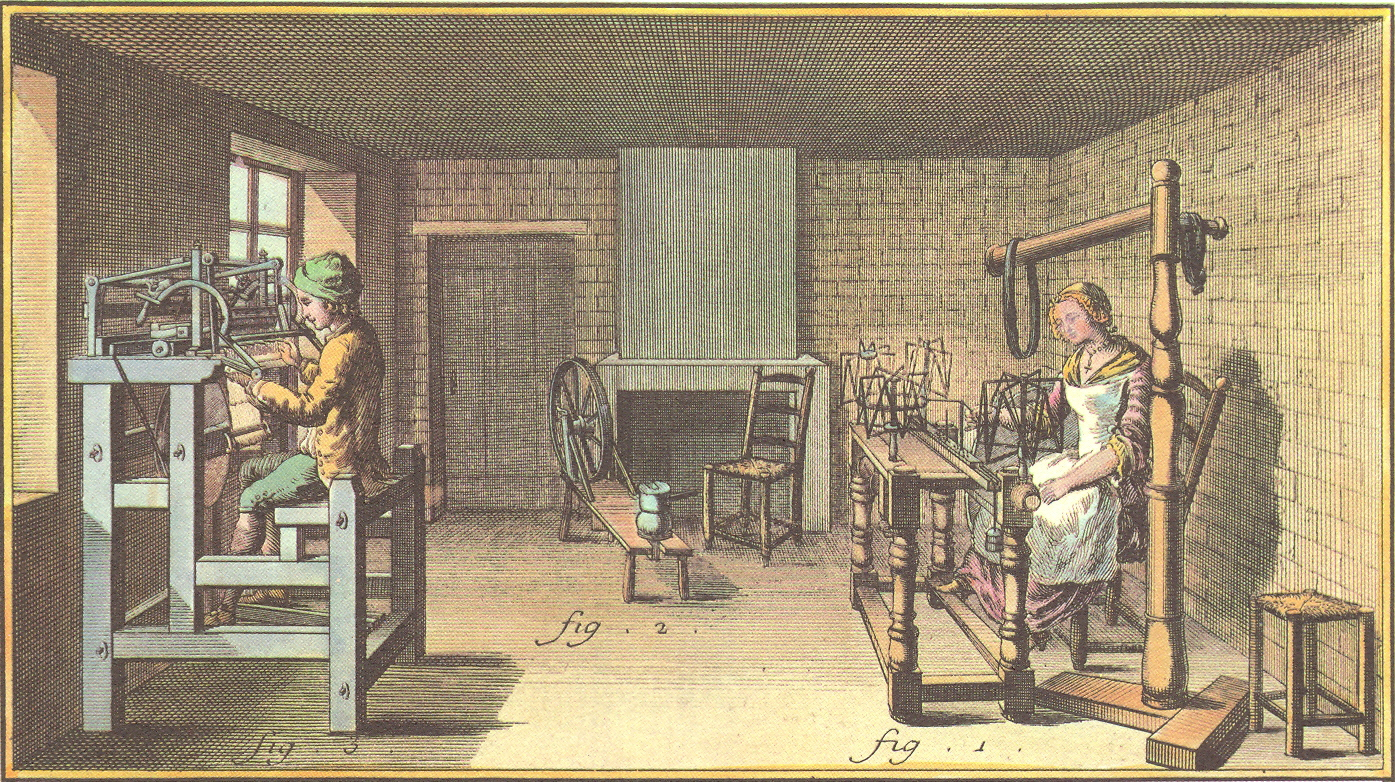
Illustrazione di un laboratorio di maglieria con una macchina per maglieria Lee dall'Enciclopedia francese di Diderot (1763)

William Lee fu un inventore inglese che progettò la prima macchina per maglieria per la produzione di calze da donna nel 1589, l'unica utilizzata per secoli. Il principio di funzionamento è in uso ancora oggi.

## Biografia
Lee nacque nel paese di Calverton nella contea dello Nottinghamshire. Entrò nel Christ's College di Cambridge nel 1579 grazie a una borsa di studio e si diplomò al St. John's College nel 1582.
Si dice che Lee fosse un vicario a Calverton quando sviluppò il progetto perché una donna che lui stava corteggiando mostrò più interesse nel lavoro a maglia che in lui (o in alternativa che sua moglie era una magliaia molto lenta). La sua prima macchina produceva una lana grezza, per le calze. Gli venne rifiutato un brevetto da parte della regina Elisabetta I, così costruì una macchina migliorata che incrementò il numero di aghi per pollice, da 8 a 20 e produsse una seta di trama più fine; ma ancora una volta la regina gli negò il brevetto a causa del suo timore per la sicurezza di tante magliaie del regno che lavoravano ancora a mano.
Entrò in collaborazione con George Brooks il 6 giugno 1600, ma lo sfortunato Brooks fu arrestato con l'accusa di tradimento e fu giustiziato. Alla fine Lee si trasferì in Francia con suo fratello James, portando con sé 9 operai e 9 macchine. Trovò appoggio da parte dell'ugonotto Enrico IV di Francia che gli concesse il brevetto. Lee iniziò la lavorazione delle calze a Rouen (Francia) e migliorò sempre più finché, poco prima dell'assassinio di Enrico IV nel 1610, firmò un contratto con Pierre de Caux per fornire le macchine per la lavorazione di calze di lana e di seta. Ma la situazione cambiò improvvisamente quando il re morì e, nonostante Lee si trasferì a Parigi, i suoi proclami sulle sue macchine vennero ignorati, e alla fine morì di angoscia nel 1614. 
Dopo la sua morte, il fratello James ritornò in Inghilterra e dispose la maggior parte delle macchine a Londra prima di trasferirsi a Thoroton, vicino a Nottingham, dove Aston (o Ashton), un mugnaio apprendista di Lee, aveva continuato a lavorare sul progetto della macchina fornendo molti miglioramenti. Questo portò alla fondazione di due centri di produzione, uno a Londra e uno a Nottingham. 
Nonostante l'industria della lana, della seta e del pizzo si sviluppassero quasi un secolo dopo, il macchinario che inventò rimase lo scheletro base per molto tempo e ciò è raffigurato nello stemma della “Worshipful Company of Frame work knitters”.